# Strani amori
"Strani amori" é uma canção gravada e interpretada pela cantora italiana Laura Pausini, com a qual se classificou em 3º lugar na categoria Campioni do Festival de Sanremo de 1994.
A canção possui uma adaptação em língua espanhola com o título Amores extraños.

## Strani amori

### Informações da canção
Strani amori é o 1º single antecipa o lançamento do álbum Laura, lançado e presente nas rádios a partir de fevereiro de 1994.
A letra foi escrita por Cheope, Marco Marati e Francesco Tanini, e a música foi composta por Angelo Valsiglio e Roberto Buti.
A canção foi cantada por Laura Pausini no Festival de Sanremo de 1994 e se classificou na 3ª posição na categoria Campioni.
As classificações deram mais uma vez a primeira posição e confirmaram Laura Pausini como um talento musical no exterior. A canção subiu ao topo da classificação Hot Latin Tracks da Billboard, que atribui Laura Pausini como a 2ª colocação revelação feminina de 1994, sendo superada apenas por Mariah Carey.

### Informações do vídeo
O videoclip de Strani amori foi gravado em Florença, na Itália, sob a direção de Marco Della Fonte. O vídeo é simples e alterna entre Laura Pausini e diversos jovens que retratam as diversas fases de um relacinamento amoroso.
Em 1999, o video foi inserido no VHS Video Collection 93–99.

### Faixas
CD single - 745099557423 Warner Music Itália (1994)
1. Strani amori
2. Strani amori (Instrumental)

CD single - 745099557492 Warner Music Europa (1994)
1. Strani amori
2. Strani amori (Instrumental)

CD single - 0630160062 Warner Music Itália (1996)
1. Incancellabile
2. Strani amori
3. Gente (Italian Version)
4. Incancellabile (Instrumental)

### Desempenho nas tabelas musicais
| Paradas (1994) | Melhor posição |
| -------------- | -------------- |
| França         | 43             |
| Países Baixos  | 4              |

## Amores extraños

### Informações da canção
Em 1994 a canção Strani amori foi adaptada para o espanhol por Badia com o título Amores extraños.
Foi inserida no primeiro álbum em língua espanhola da cantora, auto intitulado Laura Pausini, e lançado como 3º single em 1995 na Espanha e na América Latina.

### Informaçoes do vídeo
O videoclip de Amores extraños foi filmado em Bolonha, na Itália, sob a direção de Stefano Salvati e em 1999 foi inserido na versão espanhola do VHS Video Collection 93–99.

### Faixas
CD single Promo 4509986812 Warner Music Latina (1995)
1. Amores extraños

### Desempenho nas tabelas musicais
| Paradas (1995)                            | Melhor posição |
| ----------------------------------------- | -------------- |
| Estados Unidos (Billboard Latin Pop Song) | 1              |
| Estados Unidos (Billboard Latin Song)     | 7              |

## Informações adicionais
Strani amori foi inserida também no álbum Laura Pausini de 1995, em uma nova versão no The Best of Laura Pausini: E ritorno da te e em versão live no DVD Live 2001-2002 World Tour e nos álbuns ao vivo Live in Paris 05 e San Siro 2007.
Amores extraños foi inserida também no álbum Lo Mejor de Laura Pausini: Volveré junto a ti em uma nova versão, em versão live no DVD Live 2001-2002 World Tour e nos álbuns ao vivo Laura Live World Tour 09 e Laura Live Gira Mundial 09.
Em 1994 a cantora portorriquenha Olga Tañón regravou Amores extraños, que foi inserida em seu álbum Siente el amor.
Em 1995 o cantor Renato Russo regravou Strani amori, que foi inserida em seu álbum Equilíbrio Distante. Em 2010, Laura Pausini regravou a canção mesclando-a com a versão de Renato Russo, realizando assim um dueto virtual que foi inserido no álbum em comemoração ao cantor, intitulado Duetos.

## Prêmios e indicações
| Ano  | Prêmio                 | Versão       | Categoria            | Resultado |
| ---- | ---------------------- | ------------ | -------------------- | --------- |
| 1996 | MTV Video Music Brasil | Renato Russo | Escolha da Audiência | Indicado  |